# 투명 복사 냉각 필름
투명 복사 냉각 필름은 차량의 유리에 부착돼 별도의 에너지 소비 없이 차량 내부의 온도를 낮추는 현대자동차그룹의 친환경 기술이다.
현대자동차그룹 기초소재연구센터의 에너지소재연구실에서 진행한 실험에 따르면, 낮 동안 투명 복사 냉각 필름을 부착한 차량의 실내 온도가 일반 유리 적용 차량 대비 최대 7.69도 낮았다. 또한 동일한 조건의 일반 열 차단 틴팅 필름 부착 차량과 온도 차이는 최대 6.89도로 측정됐다. 운전석, 조수석, 뒷좌석의 머리 온도 차이는 최대 10.98도, 크래시 패드의 온도 차이도 최대 15.38도 차이를 보인다.
차량 유리 표면에 부착하거나 접합 유리 사이에 끼워 사용 가능하며, 시중의 틴팅 필름과 부착해서 사용해도 성능 저하가 없고, 필름층의 두께에 따라 투과율을 조절할 수도 있다. 또한 스마트 필름인 PDLC(Polymer Dispersed Liquid Crystal)와 SPD(Suspended Particle Device) 윗면에 부착하여 냉각 성능을 한층 향상시킬 수도 있다.
투명 복사 냉각 필름을 통해 별도의 에너지 소비 없이 차량 내부의 온도를 낮춰 냉방 에너지 사용량 절감의 효과를 보여주며 이는 0.3%의 탄소를 줄일 수 있을 것으로 예상된다.

## 나노 쿨링 필름
현대자동차가 투명 복사 냉각 기술을 활용해 태양열을 반사하고 차량 안 열기까지 방출하는 나노 쿨링 필름을 개발했다.
나노 쿨링 필름은 높은 투과율을 유지해 운전자의 시야를 가리지 않으며, 태양열의 특정 파장대를 막거나 방출하는 3개의 각기 다른 층으로 구성되어 있어 외부의 열에너지를 차단하고 내부의 복사열을 외부로 방출한다.
현대자동차가 여름철 낮 시간 동안 야외에서 실제 차량의 실내 온도를 비교 평가한 결과, 나노 쿨링 필름을 적용한 차량의 운전석 헤드레스트 부분 온도가 일반 틴팅 필름을 적용한 차량 대비 최대 10.98도 낮은 것으로 나타났으며, 틴팅 필름을 적용하지 않은 차량과 비교해서는 최대 12.33도 낮은 것으로 측정됐다. 크래쉬패드 온도는 틴팅 필름 적용 차량 대비 최대 15.38도 낮았으며, 틴팅 필름을 적용하지 않은 차량 대비해서는 최대 22도 낮게 측정됐다.

## 같이 보기
- 현대자동차그룹
- 현대자동차
- 기아
- 자동차
- 기술